# ジロンド県

県旗

ジロンド県（ジロンドけん、Gironde、[ʒiʁɔ̃d]、オクシタニア語: Gironda、[dʒiˈɾundo]）は、フランス南西部に位置するフランス本土最大の県である（海外県を含めるとギュイヤンヌ・フランセーズが最大となる）。ガロンヌ川とドルドーニュ川が合流してできたジロンド川にちなんで名付けられた。ヌーヴェル＝アキテーヌ地域圏に属する。

## 歴史
フランス革命後の1790年3月4日、かつてのギュイエンヌ及びガスコーニュの一部を分割して誕生した。1793年から1795年まではベック＝ダンベス県（Bec-d'Ambès）と呼ばれていた。当時のジロンドという名称は、ジロンド出身者で占められていた政治クラブ・ジロンド派のことを意味していた。
当時のジロンド県は、歴史的経緯の異なる3つの地区からなっていた。
- ボルドー周辺
- ランド・ド・ガスコーニュ地方（メドック、ペイ・ド・ビュック、ランド・ド・ボルドー、バザデ、グランド＝ランドの一部を含む）
- ギュイエンヌ・ジロンデーズ地方（2つの海に挟まれたリブールヌ周辺）

1789年から1850年まで、県西部は水はけの悪い荒れ地で覆われていた（面積のおよそ60%から70%）。この荒野は、ヒツジに餌を与えるために、竹馬に乗ったヒツジ飼いたちが監督して野焼きすることで維持されていた。ヒツジの群れを監督しながら、一日あたり15kmから20kmの距離を容易に竹馬に乗って移動していたのである。1857年6月19日法（fr）により、19世紀の半ばからマツの植林が組織化され導入された。松脂の採取を目的としたこの植林は、ジロンド住民の大多数が自由に行え、これによりジロンドの海岸風景は一新し、県経済の半分を完全に塗り替えるものとなった。
第二次世界大戦末期、フランス国内軍（FFI）に参加した県民は2705人であった。

## 地理

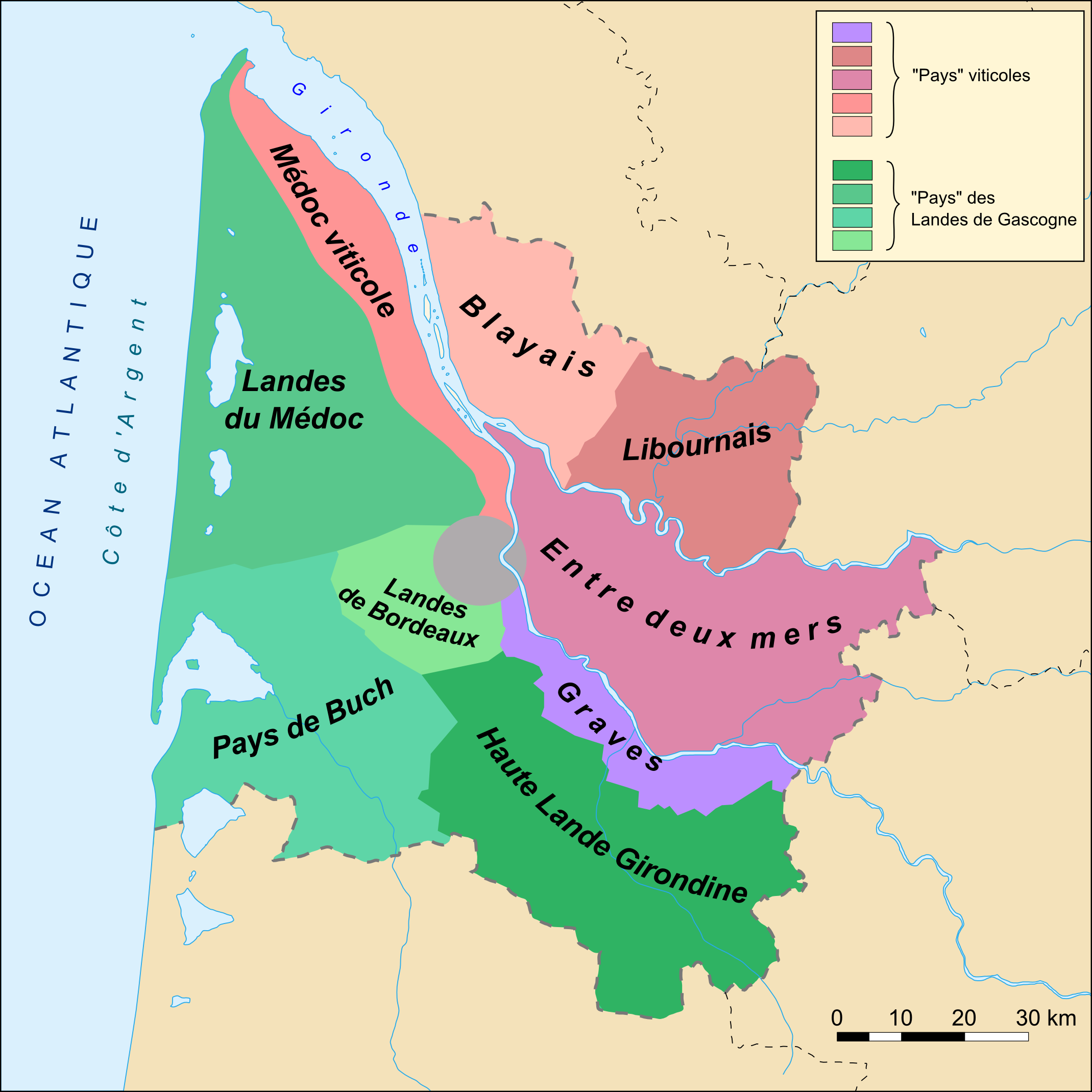
ジロンド県内の地方区分

ランド県、ロット＝エ＝ガロンヌ県、ドルドーニュ県、シャラント＝マリティーム県と接している。
県は主として4つの地方区分がされている。
- 海岸地方 - 夏期に非常に賑わうリゾート地が分散している。海岸線の砂丘は19世紀に人の手で固定された。コート・ダルジャン（fr、銀海岸）はサーフィンの適地である。
- ランドの森 - 県の西半分を覆う。19世紀以降にマツ植林が導入され、それまでの農業に依存した牧歌的な経済システムがなくなるきっかけとなった。20世紀終わりまで、松脂採取が行われた。
- ボルドレ - ボルドー・ワインを有名にした、広大なブドウ栽培区域
- バザデ - バザスを中心とした地域。ワイン生産は行われないが、トウモロコシ、タバコ、トマト、アスパラガス、営林といった混合農業が行われる。伝統的にガスコーニュの一部とされる。

県西部及び南部の大部分は旧ガスコーニュの一部であった。ジロンド県は大西洋に面した126kmもの海岸線を持つ（アルカション湾からグラヴ岬まで）。

## 気候
ジロンド県は海洋性気候である。夏と冬の気温差は小さい。冬は比較的温暖で夏は過ごしやすい。降雨が適度にあり、冬にはより多くなる。一方で夏と初秋は乾燥する。7月は50ミリ、1月は100ミリである。概して内陸部より海岸地方の方が降雨量が多い。ボルドーの年間降雨量は820ミリで、年間の雨天日数は150日である。
ジロンドの平均気温は、1月で5℃から7℃、夏は19℃から21℃である。

## 人口統計
| 1962年 | 1968年  | 1975年  | 1982年  | 1990年  | 1999年  | 2006年  | 2010年  |
| ------ | ------- | ------- | ------- | ------- | ------- | ------- | ------- |
| 935448 | 1009390 | 1061480 | 1127546 | 1213499 | 1287532 | 1393758 | 1463662 |

出典: SPLAF、およびInsee（1968-1999）, 2006、2011年

## 言語
ジロンド県全体でオック語が話される。ガスコーニュ語、ラングドック・オック語、リムーザン語の3つの方言に分かれる。オイル語の一種であるサントンジュ語もわずかな地域で話されている。
公用語であるフランス語は県全体で話されている。中世以降上流階級がフランス語を話し、フランス第三共和政によって国家統合の統一言語として県に課せられた。

## ボルドーワイン
県内で生産されるワインを、ボルドーワインといい、ブルゴーニュワインと並び、フランスの最高品質を詡る銘醸品である。メドック、サン＝テミリオン、ポムロルなどの高級赤ワインの産地があり、また、ソーテルヌを中心に生産される甘口白ワイン、ソーテルヌ・ワインも名高く、シャトー・ディケムは世界最高の貴腐ワインの一つとされている。

## 主なコミューン
人口が1万人を超えるコミューンは以下のものである。
| コミューン                   | 人口 2011 | 変遷 2011/1999 | コミューン                 | 人口 2011 | 変遷 2011/1999 |
| ---------------------------- | --------- | -------------- | -------------------------- | --------- | -------------- |
| ボルドー                     | 239,399   | 11,2 %         | スノン                     | 22,131    | 4,0 %          |
| メリニャック                 | 65,882    | 6,5 %          | ロルモン                   | 20,557    | -3,7 %         |
| ペサック                     | 58,743    | 4,6 %          | エシーヌ                   | 20,122    | 9,3 %          |
| タランス                     | 40,763    | 9,6 %          | ギュジャン＝メストラ       | 19,815    | 32,5 %         |
| ヴィルナーヴ＝ドルノン       | 28,984    | 5,4 %          | フロワラック               | 16,522    | 2,3 %          |
| サン＝メダール＝アン＝ジャル | 28,348    | 10,9 %         | セスタ                     | 16,417    | -3,0 %         |
| ベグル                       | 25,119    | 11,8 %         | ブリュージュ               | 15,512    | 46,2 %         |
| ラ・テスト＝ド＝ビュック     | 24,505    | 7,2 %          | ブランクフォール           | 15,106    | 8,7 %          |
| グラディニャン               | 23,955    | 11,2 %         | アンバレス＝エ＝ラグラーヴ | 13,422    | 19,8 %         |
| リブルヌ                     | 23,681    | 8,8 %          | アンデルノス＝レ＝バン     | 11,209    | 21,1 %         |
| ル・ブスカ                   | 23,075    | 2,8 %          | アルカション               | 10,776    | -5,9 %         |
| Source Insee : 1999, 2011    |           |                |                            |           |                |

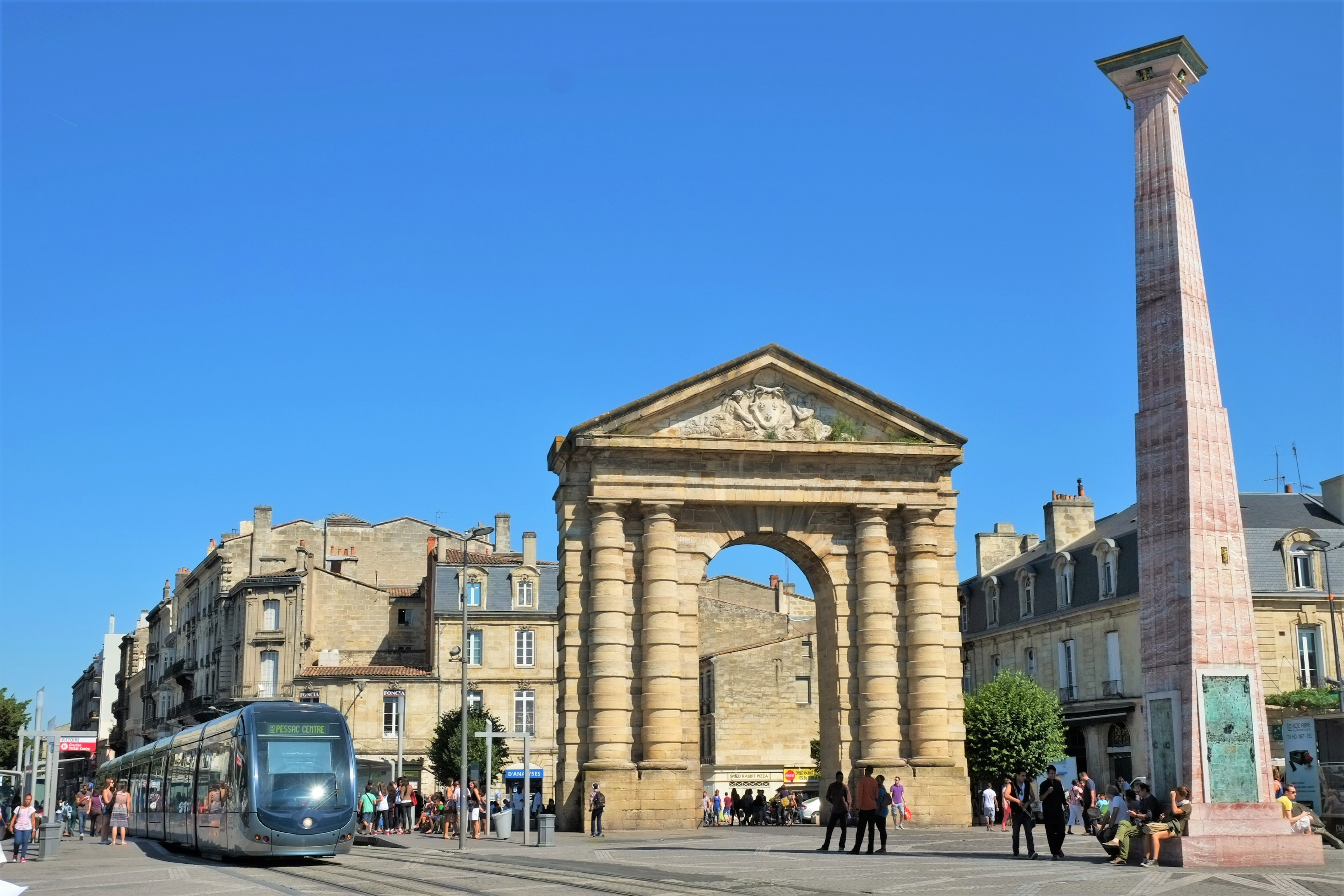
ボルドー
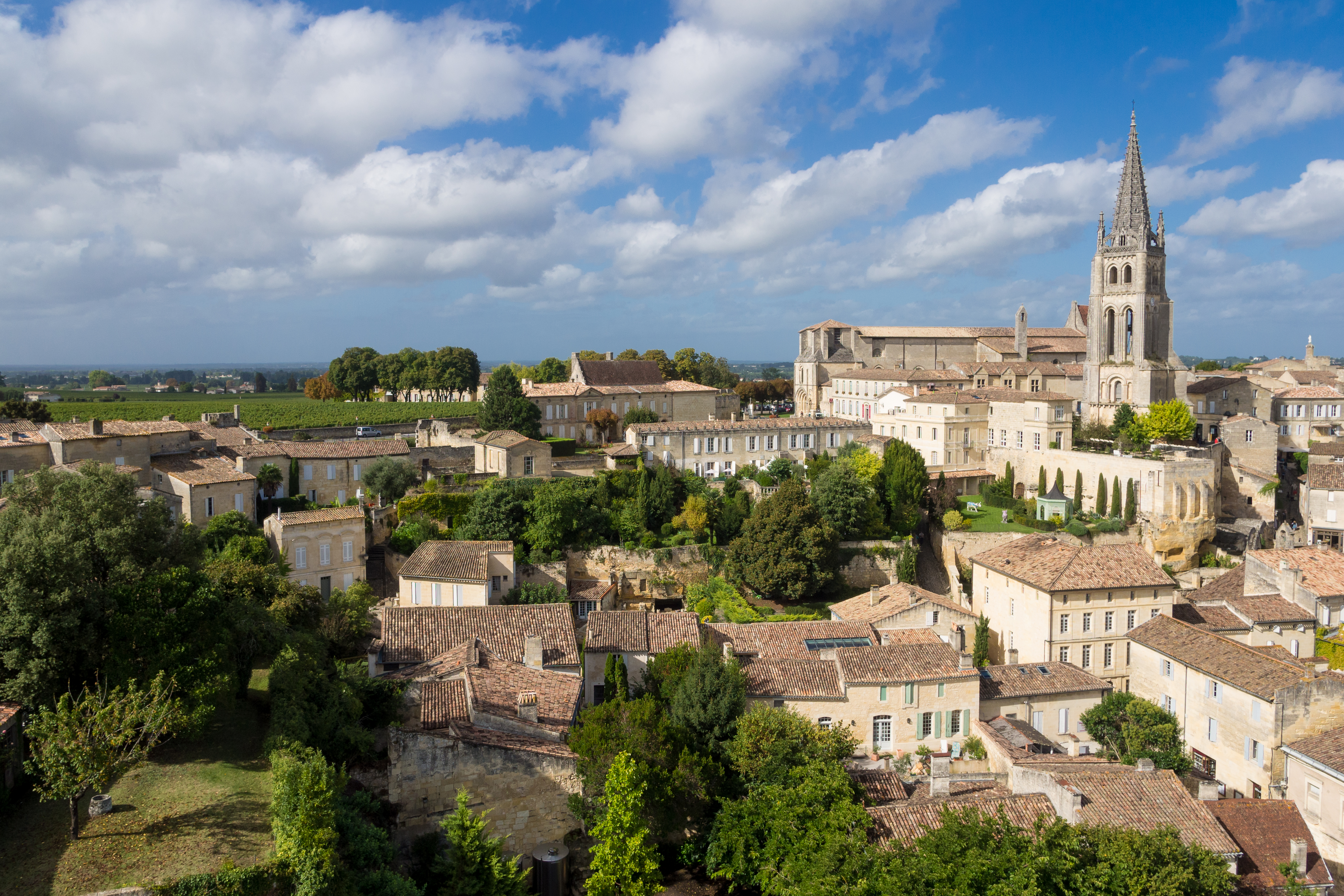
サンテミリオン
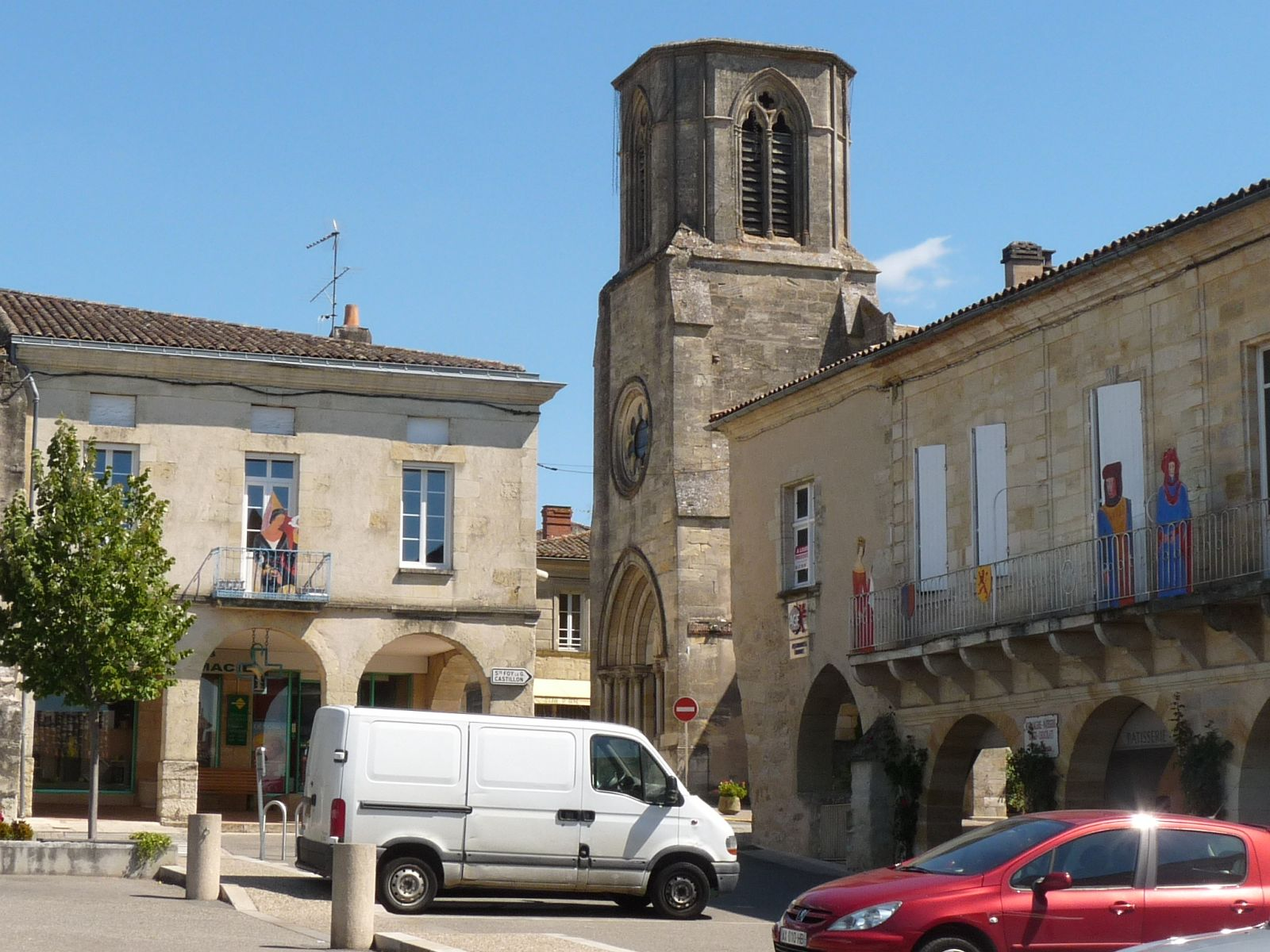
バスティッドであるソヴェテール・ド・ギュイエンヌ
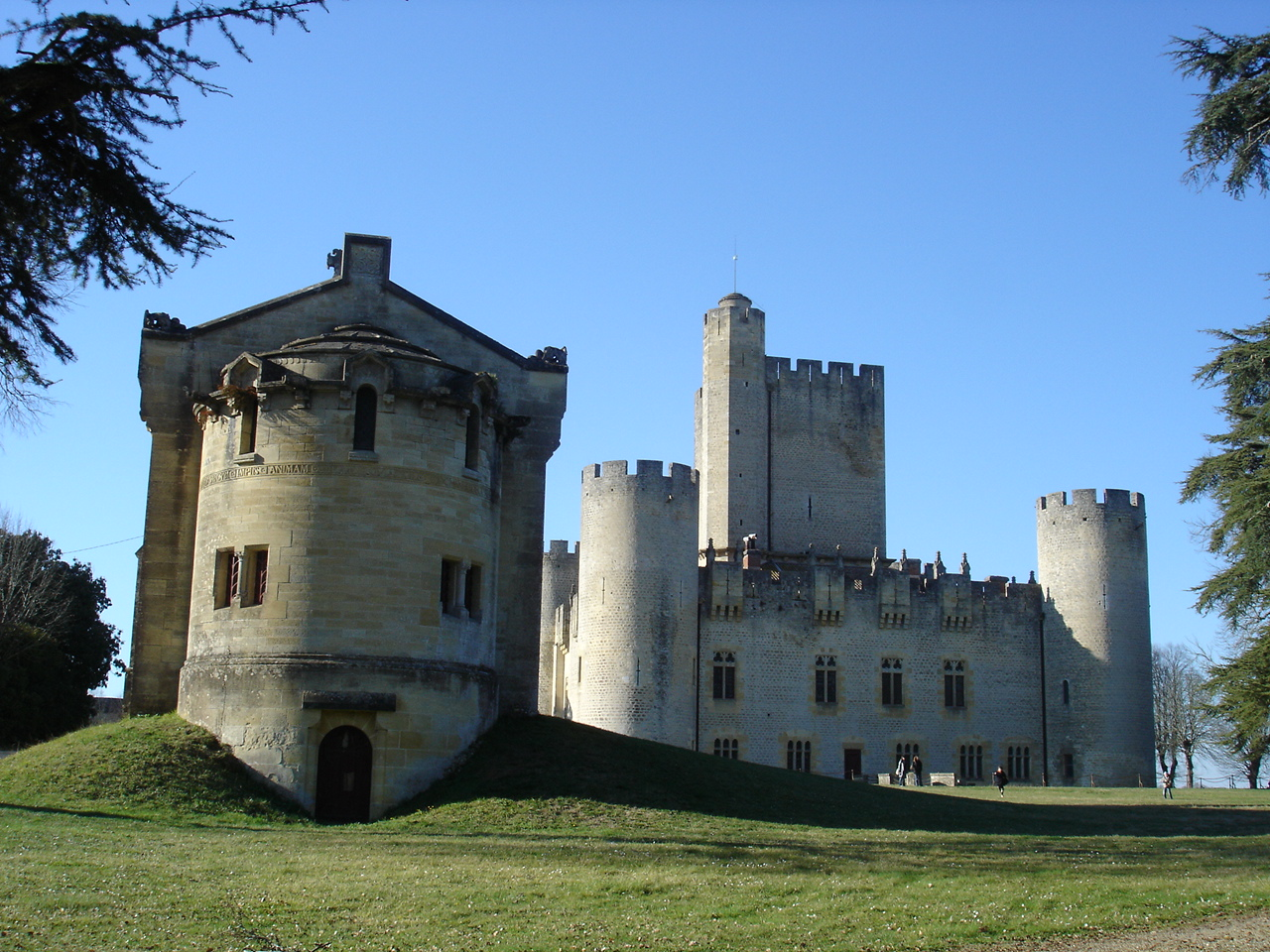
ロクタイヤード城
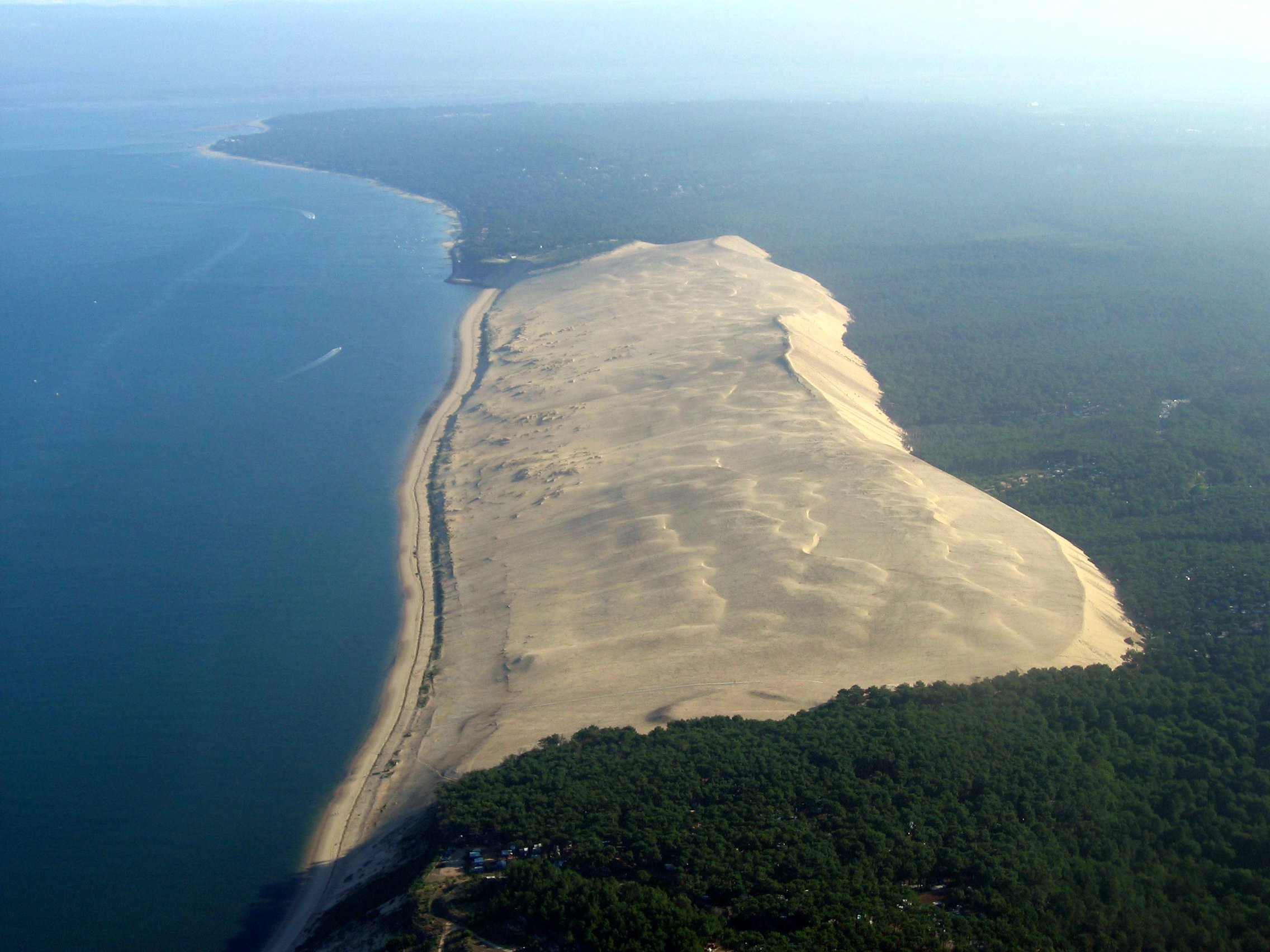
ピラ砂丘
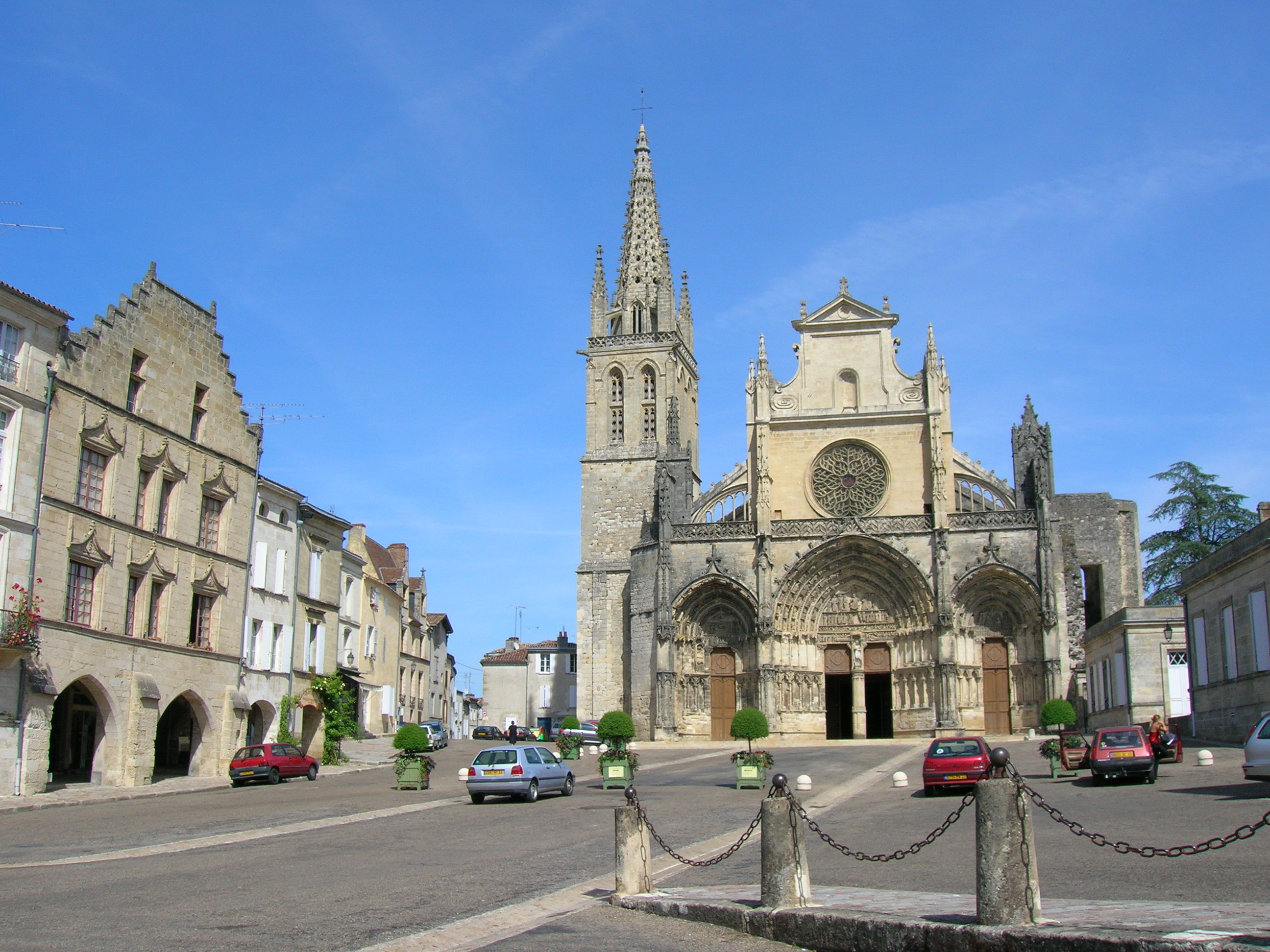
バザス
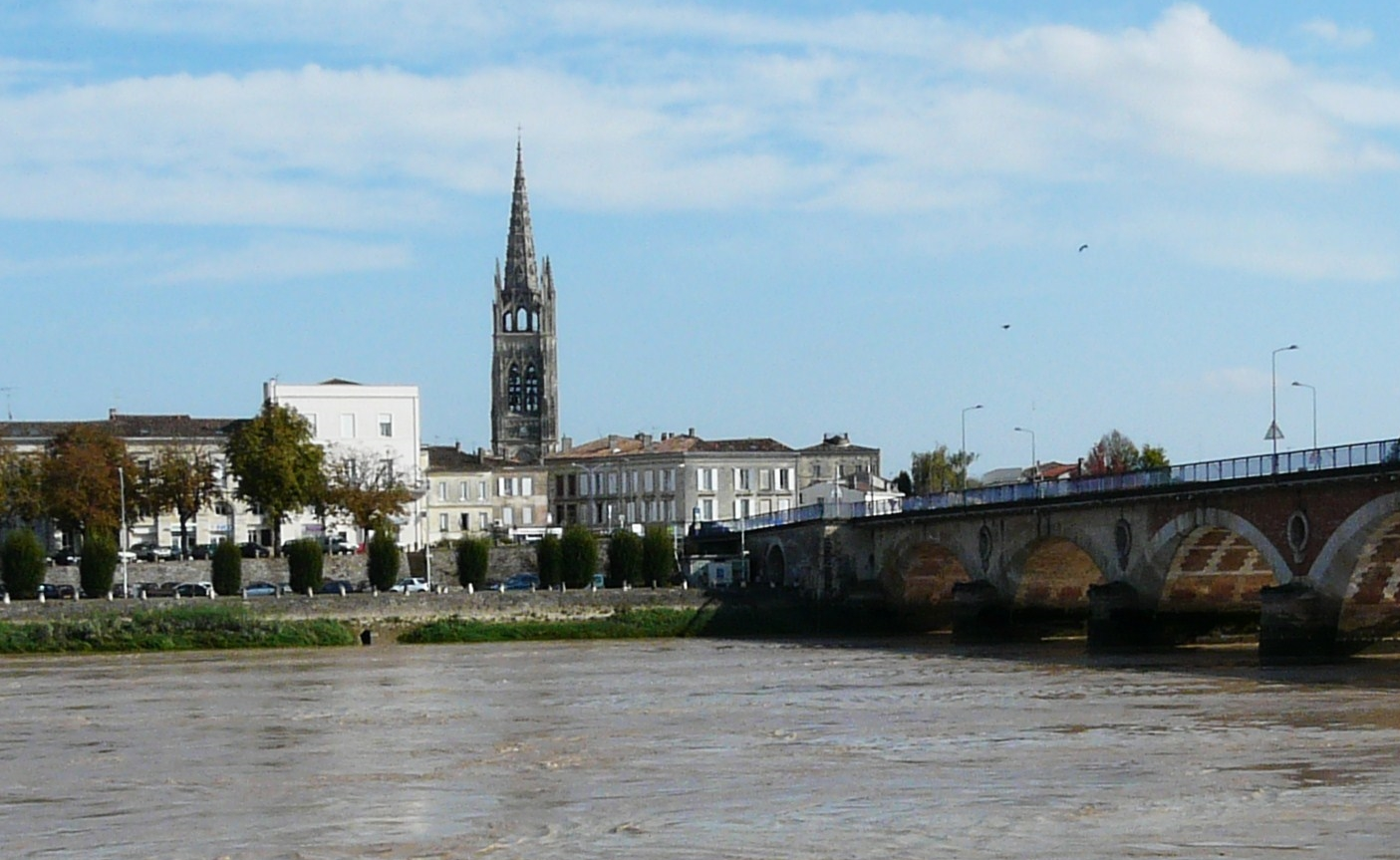
リブルヌ
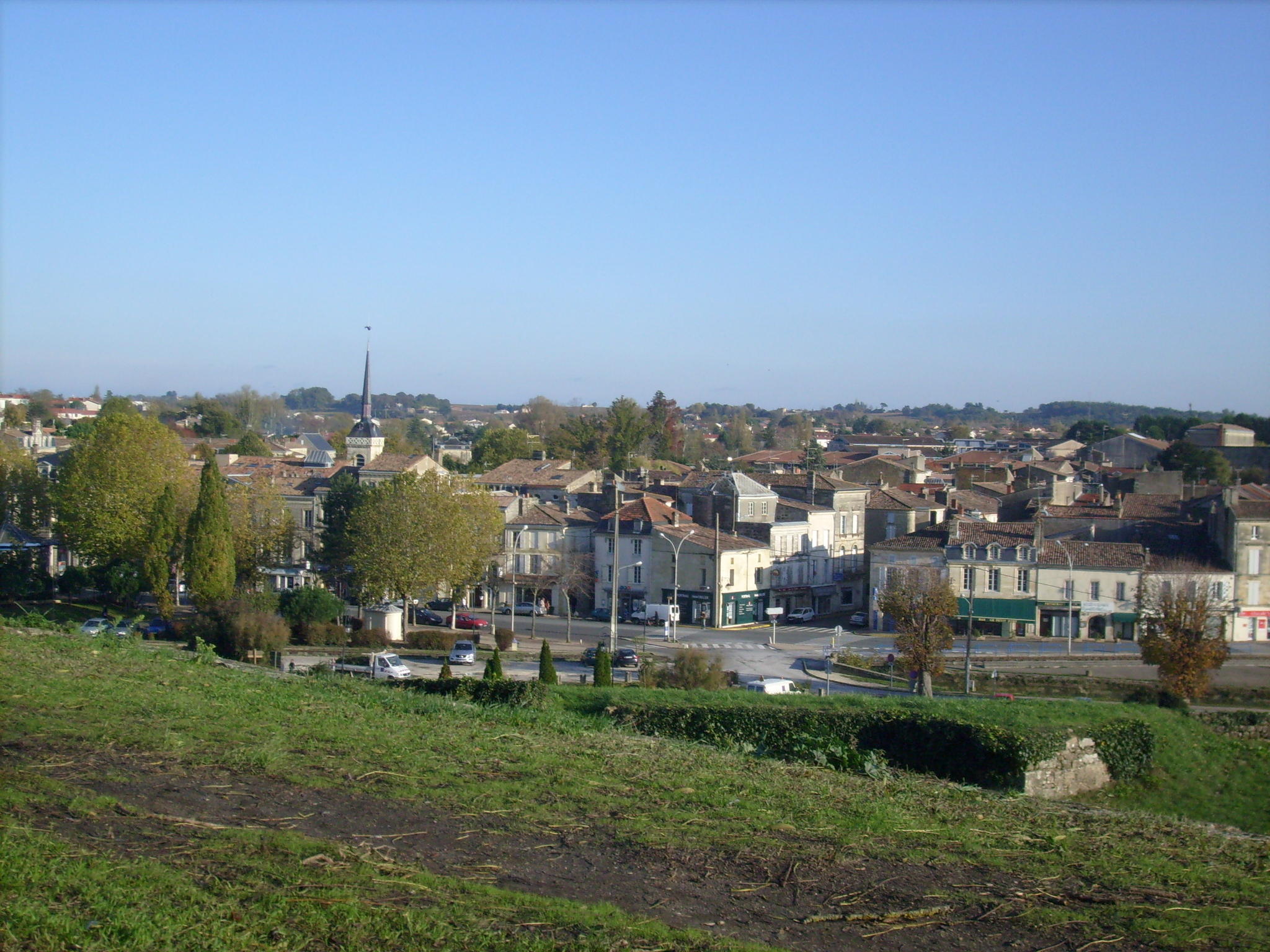
ブライ
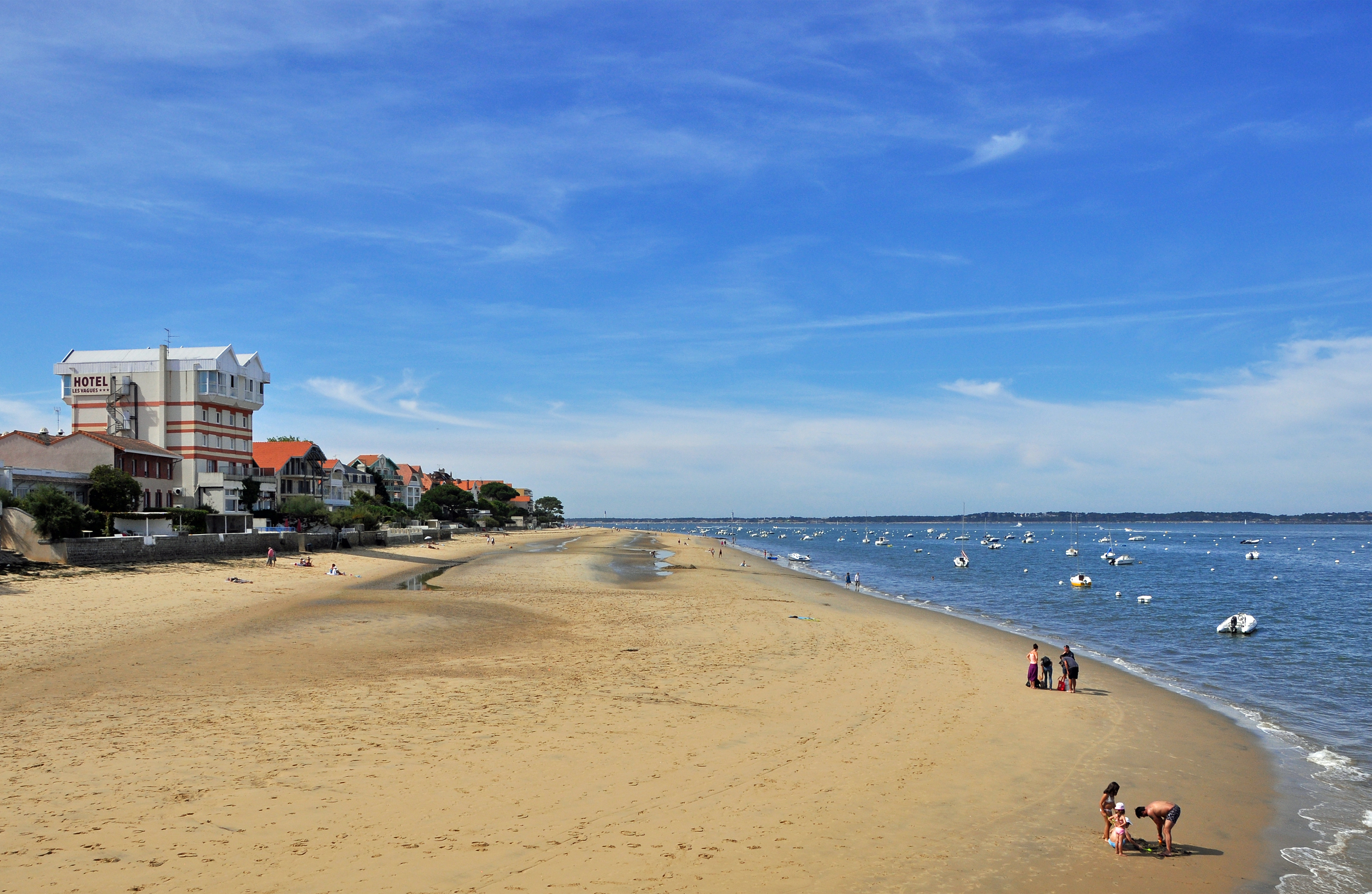
アルカションの砂浜

## 出身者
- マリー・ラフォレ（女優）

## 観光
- ペール・ノン・ペール洞窟（Grotte de Pair-non-Pair）[7]